# Joël Pèlerin
Pour les articles homonymes, voir Pèlerin (homonymie).
 (juin 2010).
Si vous disposez d'ouvrages ou d'articles de référence ou si vous connaissez des sites web de qualité traitant du thème abordé ici, merci de compléter l'article en donnant les références utiles à sa vérifiabilité et en les liant à la section « Notes et références ».
Joël Pèlerin, né le 6 juillet 1949 à Lyon, est un photographe français qui travaille sur l'île de La Réunion.
Spécialiste du nu féminin en couleur, il se veut attentif, dans son travail, à montrer le métissage réunionnais.

## Biographie
Joël Pèlerin est né le 6 juillet 1949 à l’Hôtel Dieu de Lyon, de l’union de Joseph Pèlerin, ingénieur mécanicien, né à Pérouges (Ain), fils d’agriculteur, et d'Elvire Blanc, née à Beaulard (Italie), fille d’agriculteurs. Enfance à Francheville (Rhône), études au lycée Jean Moulin, puis Maths Sup au lycée du Parc de Lyon.

### Joël Pèlerin ingénieur etenseignant-chercheur
Adolescent il aimerait devenir médecin, mais entouré de son père et de son oncle (Gaston Décanis) tous deux ingénieurs, et par ailleurs attiré par les sciences, c’est très naturellement qu’en 1968 il intègre l'École nationale supérieure de chimie de Mulhouse, en est diplômé en 1971, et après un DEA de chimie physique il obtient son doctorat d’ingénieur en 1976. Entretemps il s’est marié avec Danielle Férès, institutrice et Fabrice naît en 1974.
Durant cette période ses travaux sur la corrosion des aciers par le sodium liquide sont publiés à l’Académie des sciences, et dans diverses revues internationales,.
Après un bref séjour dans l’industrie, il part à Madagascar enseigner à l’E.E.S. Polytechnique de Tananarive, jusqu’en 1976.

### Joël Pèlerin médecin
L’opportunité de concrétiser sa vocation apparaît à Madagascar. Divorcé en 1980, il fait la connaissance à Tananarive d’une étudiante en médecine, Alice Ranorojaona, qu’il épouse en 1980. Ils rentrent à Lyon le temps de leurs études, et sont diplômés en 1989. Ils ouvrent un cabinet de médecine générale en 1990 à l’île de La Réunion. Ils choisissent cette île pour sa proximité avec Madagascar, et pour la richesse de sa population métissée. Des années plus tard, il en fera un thème pour son travail artistique.
De son passé scientifique, Joël Pèlerin garde un esprit critique. Il rejoint en 2008 l’Union régionale des médecins libéraux de La Réunion et est invité par la HAS (Haute Autorité de Santé) à Paris pour participer à l’élaboration des recommandations sur la pratique du frottis cervico-utérin (2009-2010). En 2009 il rejoint Médocéan, association ayant pour but l’amélioration des pratiques médicales et de la santé publique dans l’océan Indien, en essayant, entre autres, de limiter les conflits d’intérêts entre les laboratoires pharmaceutiques et l’enseignement médical post-universitaire.

### Joël Pèlerin voyageur
Élève ingénieur il rejoint en 1971 Le Point-Mulhouse, une association qui loue des avions, préfigurant ainsi les premiers vols charters. En 1972 il part en Inde : arrivée à Kandahar au sud de l’Afghanistan, et retour de Delhi cinq semaines après. Entre les deux : rien de prévu, obligation d’utiliser les transports locaux pour traverser l’Afghanistan, puis le Pakistan. Après le Cachemire, il pousse jusqu’à la frontière du Ladakh. La rencontre avec des populations si différentes va éveiller en lui le désir de mieux connaître l’Homme et les valeurs communes partagées par l’humanité, ce qui va se retrouver plusieurs décennies plus tard aussi bien dans sa pratique de médecin que dans sa création photographique.
Les voyages se succédèrent avec la découverte de Madagascar (résident de 1976 à 1981), l’ascension du Kilimandjaro alors abondamment couvert de neige (1977), puis se poursuivirent avec d’autres pays d’Afrique, l’Asie, l’Océanie, et se continuent encore aujourd’hui, favorisés par des expositions sur presque tous les continents.

### Joël Pèlerin photographe
Son premier appareil photo fut un 6×9 « Box » Kodak Six-20 Brownie Junior acheté par sa mère lorsqu’il avait 12 ans, son père lui offrant une cuve « SuperInox » pour développer les films et lui passant son 24×36 Voigtlander très peu de temps après, et son oncle un Zeiss Contina II. Très vite ses après-midis de loisirs furent entièrement consacrés à la chambre noire de la MJC (Maison des Jeunes et de la Culture)de son quartier. Les heures d’expérience passées ne seront pas perdues, les bases étant transposables aux logiciels de retouche numérique. Dans sa période élève ingénieur chimiste, il expérimente divers bains qu’il confectionne lui-même, et introduit dans son service de recherche la microphotographie avec un microscope métallographique.
Le premier appareil photo qu’il s’acheta à la fin des années 1960 fut un Praktica LTL reflex 24×36 avec obturateur à lamelles, « incassable » malgré de nombreuses chutes durant ses voyages, et qui fonctionne encore à ce jour. Sauf la cellule photoélectrique qui, elle, n’a jamais fonctionné, le rendant très attentif, depuis ses débuts donc, à l’évaluation de la lumière et de ses nuances dans l’intensité.
Dans les années 1990 à La Réunion, il s’essaie à la photographie astronomique, avec le Praktica monté derrière un objectif catadioptrique sur une monture équatoriale motorisée.
C’est avec l’achat d’un appareil photo numérique en 1999, un Kodak DC 265, qu’il se lance dans le nu artistique. Son épouse Alice est sa première modèle, suivie par ses amies et leurs proches. Il participe au Festival du Nu du Corbier en 2003 et c’est un succès. Il réalise l’année suivante ce qui sera la première grande exposition de nu artistique à La Réunion, intitulée « L’Éternel féminin ».

Cette exposition a été rapidement suivie de nombreuses autres, tant à La Réunion qu’au dehors, en particulier en Afrique du Sud au Festival du film de Durban et en avant-première au prestigieux Festival de Cannes dans les Pavillons du Sud (2007), à Hyderabad en Inde, à Calgary au Canada en 2008, en Argentine puis en Suisse, au Festival EmergenziaArt de Venise (2010), à l’Exposition universelle de Shanghai (2010).

### Ligne artistique et message de l’œuvre photographique de Joël Pèlerin
Il faut souligner que nombre de ses œuvres sont illustrées par des poèmes de son épouse Alice, qui est également écrivain, auteur-compositeur et scénariste. C’est elle qui a établi le scénario de sa vidéo « Que la Femme Soit !... » présentée à Venise.
Pour Joël Pèlerin, c’est la Femme qui apprend l’amour à son enfant, qui tisse les liens et lui apprend à en tisser, doit savoir redevenir amante après avoir été mère, et finalement est un « artisan de bonheur » et une « promesse de bonheur »…
Par ailleurs il est convaincu que l’île de La Réunion mérite d’être mieux connue : c’est un lieu exceptionnel de mélange d’origines, de couleurs, de cultures et de cultes, le métissage y est omniprésent.

## Expositions
- Festival d'art contemporain de Venise